# Ellipse de MacAdam

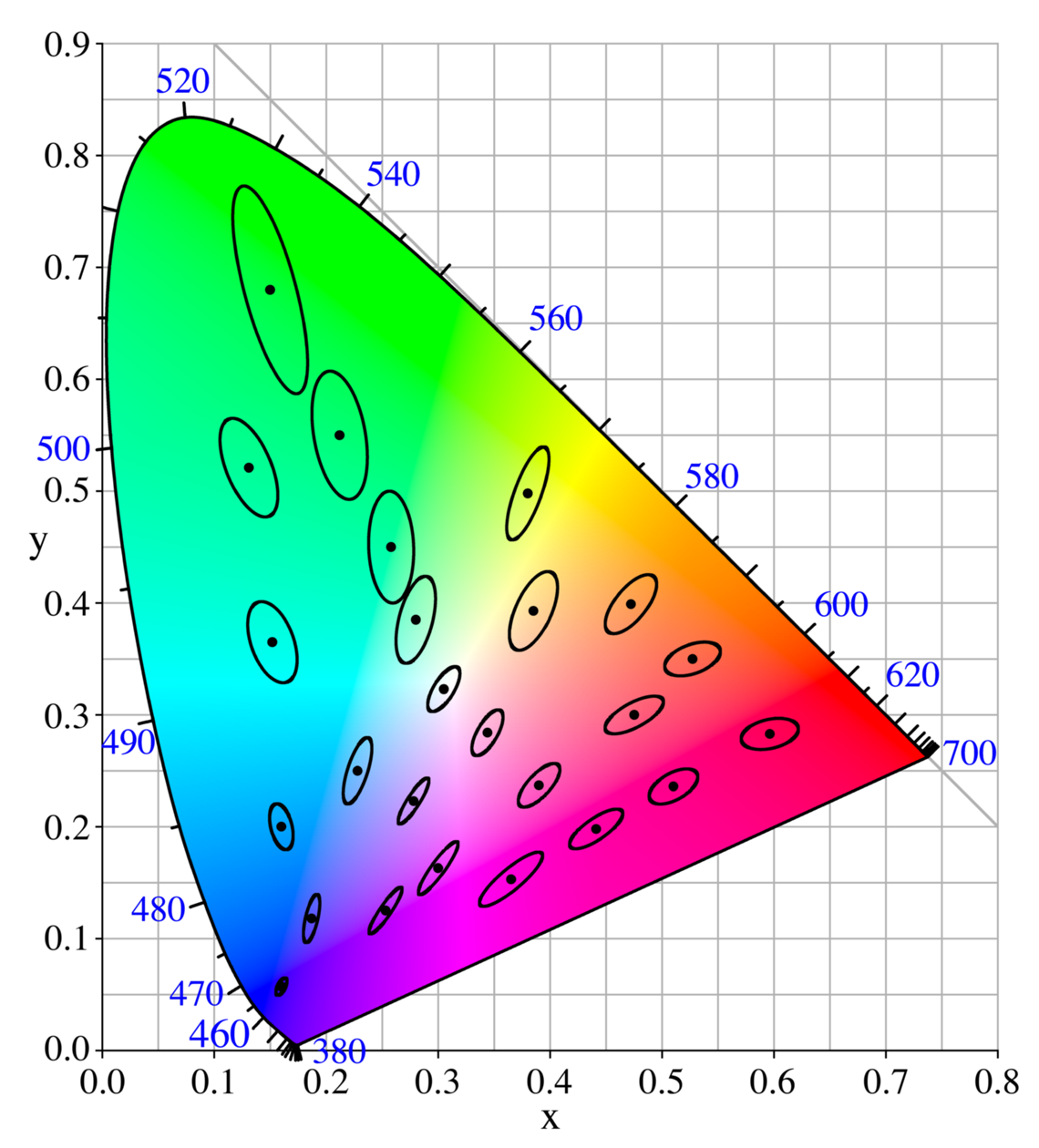
Représentation de la discrimination des couleurs sur le diagramme de chromaticité. Les ellipses représentent la discrimination au point central, agrandie dix fois.

Les ellipses de MacAdam sont la représentation, sur le diagramme de chromaticité du système XYZ de 1931, du seuil de discrimination entre les couleurs de la vision humaine.
David MacAdam a demandé à un observateur entraîné d'ajuster la composition en couleurs primaires d'une lumière pour que la couleur résultante soit identique à la couleur témoin. En répétant l'expérience, il a pu évaluer la dispersion des ajustements. Celle-ci varie selon la chromaticité, et se représente, dans le diagramme de chromaticité, par des ellipses, dont le grand axe montre la variation à laquelle la vision est moins sensible, et le petit axe, celle pour laquelle la discrimination des teintes est la meilleure. Il publie ses résultats en 1942 pour 25 nuances à luminance constante. D'autres auteurs ont mis en avant d'autres formes pour les limites des seuils de discrimination, sans convaincre, ni donner de justification théorique. Les ellipses de MacAdam restent associées à cette représentation des écarts de couleur. Leur simplicité leur donne l'avantage pour l'exploitation pratique.
Ces recherches, poursuivies par plusieurs autres, ont montré que la discrimination entre couleurs variait peu dans le domaine de vision diurne. Elles ont amené la Commission internationale de l'éclairage à définir des espaces colorimétriques où l'écart des couleurs serait plus régulier, notamment CIE U′V′W′. Ces espaces sont fondés, comme celui de 1931, sur un échantillon de taille apparente de 2° (25 ₥) et utilisent les mêmes primaires de mesure. On passe d'un espace linéaire à un autre par une matrice de passage. À cet espace linéaire par rapport aux grandeurs physiques, s'ajoutent CIE LUV et CIE L*a*b*, non linéaires, avec le même objectif de correspondance entre la distance euclidienne entre deux points et l'écart de couleur perçue.
D'autres mesures de seuil de discrimination ont produit des résultats concordant dans l'ensemble avec ceux de MacAdam. Les ellipses ont à peu près la même orientation et leur taille varie de façon similaire selon leur position dans le diagramme. Dans le détail, on observe des variations qu'on a pu attribuer au faible nombre des observateurs, et à des différences de méthode. Wyszecki a noté que leur taille diminue lorsque le champ visuel augmente. Plusieurs théories de la vision des couleurs ont tenté de rendre compte des axes et des dimensions des ellipses de MacAdam, sans parvenir à rendre compte de l'ensemble des caractéristiques. 